# Staufner Berg

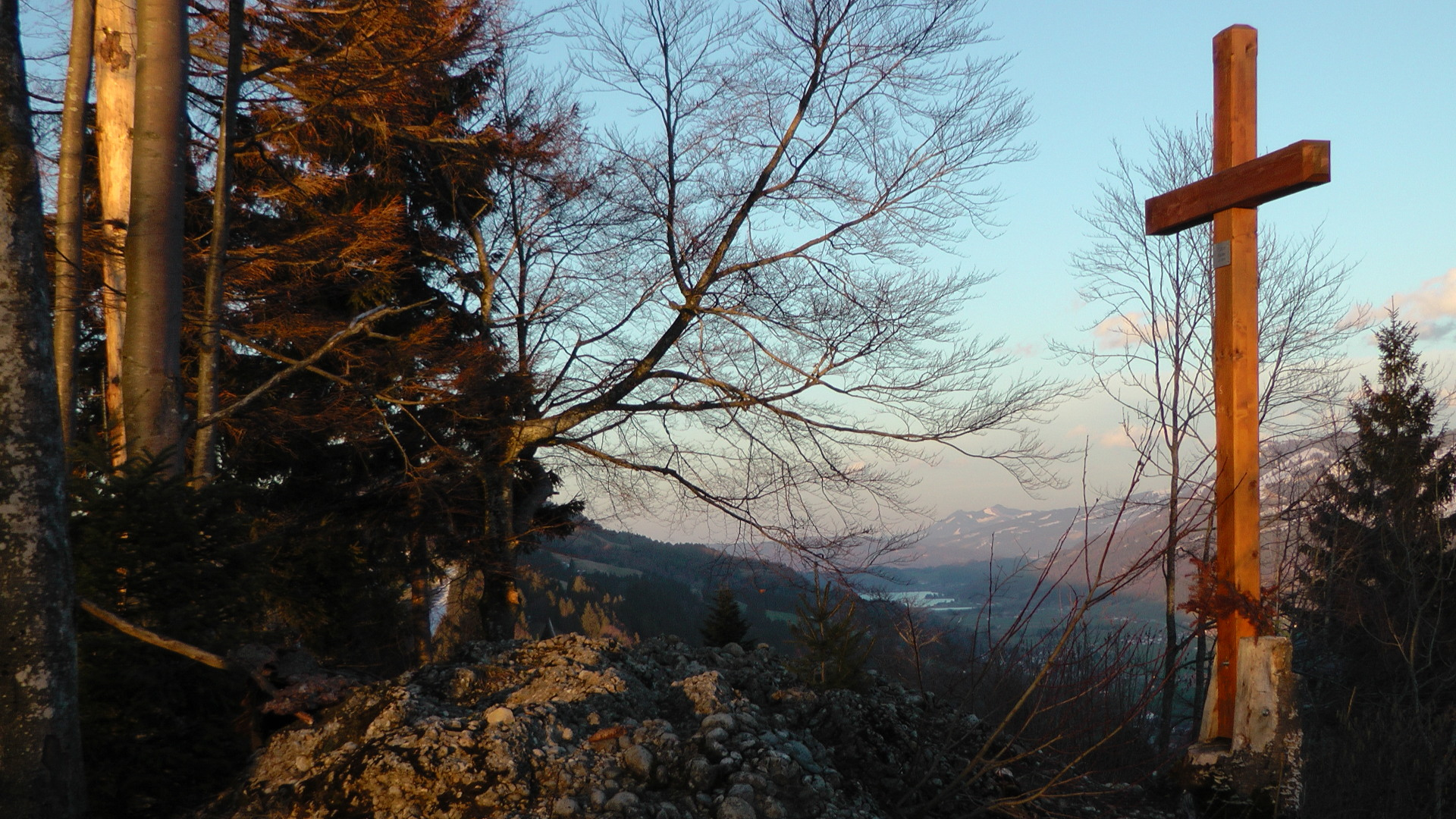
Auf dem Gipfel

Der Staufner Berg oder Staufen (wie von Ortsansässigen genannt) ist ein 1042 m ü. NHN hoher Berg im westlichen Landkreis Oberallgäu. Als Hausberg von Oberstaufen überragt den Ort und gab ihm seinen Namen.

## Name
Der originale Begriff Stuffen ist keltischen Ursprungs und bezeichnete ein Trinkgefäß, das, da ohne Sockel, im geleerten Zustand umgedreht abgestellt wurde. Kegelförmige, radialsymmetrische und freistehende Erhebungen wurden im süddeutschen, vor allem im alemannischen Sprachgebiet oft mit einem derartigen Gerät beschrieben und mit dem Bergnamen Staufen bezeichnet. Der Staufner Berg hat tatsächlich eine auffallend kegelförmige Form, die sehr wahrscheinlich von den historischen Benutzern der Salzstraße zur Wegbeschreibung herangezogen worden ist.
Abgeleitet von dieser Bezeichnung für den Berg wurde der entstehende Ort an seinem Fuße ebenfalls Staufen genannt. Im 19-ten Jahrhundert wurde zur Unterscheidung von anderen Orten dieses Namens daraus Oberstaufen. Der Berg heißt unter Einheimischen nach wie vor Staufen, nur im offiziellen Sprachgebrauch wird er als Staufner Berg geführt.

## Geologie
Trotz seiner isolierten Lage fügt sich der Staufner Berg geologisch in die umliegenden Strukturen ein. Sein Nagelfluhgestein sowie seine Orientierung und Schichtung entsprechen den angrenzenden Höhenzügen der Salmaser Höhe im Osten und des Kapfs im Westen. Auch am Staufen erkennt man das für das Allgäuer Voralpengebiet typische, nach Norden hin aufgeschossene Schichtensystem von abwechselnd durch Kalkeinträge ausgehärteten Platten und dazwischen liegenden lockeren Kiesbänken.
Der Grund für die gleichmäßige Form des Berges liegt in seiner Lage zwischen zwei Gletscherzungen in der letzten Eiszeit. Während der Würm umflossen Ausläufer einerseits des Illergletschers, der damals nach Westen entwässerte, andererseits des Rheingletschers den Berg größtenteils und schliffen die Seiten zu seiner symmetrischen Form.
Eine Besonderheit bildet eine Schwefelquelle am Ostfuß des Berges, die für ein Heilbad genutzt wurde.

## Geographie
Der Staufner Berg ist auffallend freistehend in einem Gebiet, das durch eine Vielzahl von Berg- und Hügelketten gekennzeichnet ist. Von seinen Hängen überblickt man nicht nur den nahen Ort Oberstaufen in beeindruckender Weise und über Oberstaufen hinweg das nahe Westallgäu, sondern auch das Konstanzer- und das untere Weißachtal in ganzer Länge von jeweils 15 km. Im Süden wird der Blick von den Kämmen des Prodels und des Imbergs bei Steibis und schließlich von der hinteren Nagelfluhkette des Hochgrats begrenzt. Vor dem Prodelkamm erhebt sich der touristisch wohlerschlossene Hochsiedel mit seiner Gratkuppe Hündlekopf als direkter geografischer Gegenpart zum Staufen. Die Gratlinie zwischen diesen Antagonisten markiert die Europäische Hauptwasserscheide zwischen Mittelmeer und Nordsee, die sich über den Gipfel des Staufens hinweg zur Kalzhofner Höhe und dann zu seiner Nachbarkette in östlicher Richtung, dem Salmaser Höhenzug fortsetzt.

## Wirtschaftliche Bedeutung

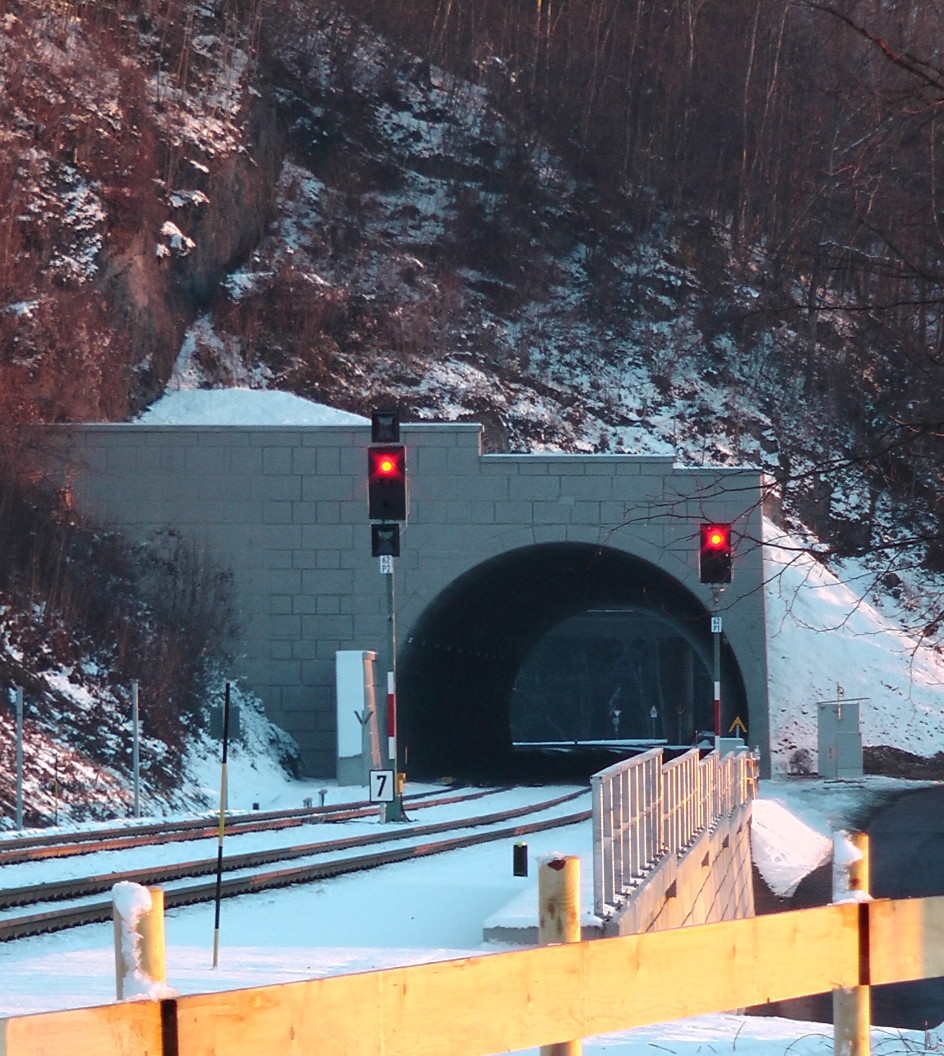
Der Oberstaufener Eisenbahntunnel durch den Südgrat des Staufens.

- Der Gipfel des Staufens war trotz seiner vorteilhaften Aussichtsposition nie durch eine größere Befestigungsanlage bebaut. Ein entscheidender Grund war die fehlende Wasserversorgung wegen der Freiständigkeit des Berges.
- Alpwirtschaften gibt es im Westen und im Osten aus demselben Grund nur in relativ niedrigen Lagen.
- Die größte produktive Bedeutung hat der Staufen durch seine fast durchgängige Bewaldung. Zum Zwecke des Holzeinschlags wurde um die Jahrtausendwende ein auch mit schweren LKWs befahrbarer Wirtschaftsweg errichtet. Zudem werden auf den dem Ort abgewandten Hängen temporär Holztransportseilbahnen betrieben.
- Ein Heizkraftwerk am Ostfuß versorgt mehr als die Hälfte der Haushalte Oberstaufens mit Fernwärme. Es wird weitgehend mit Biomasse betrieben und ist ein bedeutender Verwerter von Abfällen des Holzeinschlags.
- Ein weithin sichtbarer Sendemast am Gipfel und ein kleinerer am Osthang nutzen die exponierte Lage des Staufens für verschiedene Kommunikationszwecke und für eine Panoramakamera[6].
- Der Südgrat ist durch den einzigen Eisenbahntunnel in Südbayern[7] untertunnelt. Da er zuvor Ausmaße und Geschwindigkeit durchfahrender Züge auf der Bahnstrecke Buchloe–Lindau begrenzte, wurde er zwischen April und November 2016 erweitert und seine Portale zum Schutz vor Steinschlag verlängert, so dass er inzwischen eine Länge von 160,1 m besitzt.[8]
- Der Friedhof des Ortes Oberstaufen liegt am unteren Ende des Westhangs.
- Ein überregional tätiges Handelsunternehmen hat seinen Hauptsitz ebenfalls am dem Ort zugewandten Westhang.
- In direkter Nähe zu einem Fremdenverkehrsort hat der Staufen zwangsläufig eine touristische Bedeutung.

## Sport und Tourismus
Der unmittelbare Hausberg eines Fremdenverkehrsorts wie Oberstaufen steht automatisch im Fokus der Touristen. Viele Neuankömmlinge drängt es auf den Berg, um sich einen Überblick über ihren Urlaubsort zu verschaffen. Solchen Wanderern stehen etliche gepflegte Wege zur Verfügung. Allerdings ist die Streckenführung selten direkt und ohne Karte nur schwer zu erkennen. Zudem gibt es auf dem ganzen Berg keinerlei Bewirtung, auch keine Wasserstellen.

### Wanderrouten
Es folgt eine Auswahl möglicher Wege. Für die lehmigen Wanderwege wird anhaltend trockenes Wetter empfohlen, der Kiesweg kann auch kurz nach Regenfall begangen werden.
- Waldweg über den Hirschsprung, ca. 1 Stunde zum Gipfel
- Aufstieg vom Ort aus über die Alpwiese, ca. 45 Minuten
- Kiesweg über den Wirtschaftsweg, von Oberstaufen ca. 1 Stunde

Für sportliche Touren und regelmäßige Trainings ist der Staufen aufgrund häufiger Baustellen und Abgasbelastung eher nicht zu empfehlen.

### Wintersport
- Historisch
  - Im steilsten Stück des unteren Westhangs befand sich bis in die 1950er Jahre eine Skisprungschanze unter anderem zur Austragung von Jugendmeisterschaften. Die Sprungweiten betrugen bis zu 33 Meter.[10]
  - In den Jahren 1962 bis 1969 wurden im Rahmen des Staufenpokals internationale Slalom-Wettbewerbe am Staufen ausgetragen. Ab 1967 wurden diese Rennen als Alpin-Skiweltcup geführt. Der Wettbewerb am 7. Januar 1967 am Staufenhang war das erste Damen-Skiweltcup-Rennen überhaupt.[11]
  - Bis in die 1980er-Jahre herrschte dank eines Schlepplifts reger Skibetrieb am Westhang.
- Aktuell
  - Skibetrieb nur durch einzelne Tourengeher; ambitionierte Skiläufer setzen regelmäßig anmutige Wedelspuren in den Neuschnee
  - Schneeschuhwanderungen auf Wanderwegen oder weglos